# Machimus ricardoi
Machimus ricardoi là một loài ruồi trong họ Asilidae. Machimus ricardoi được Bromley miêu tả năm 1935. Loài này phân bố ở miền Ấn Độ - Mã Lai.